# Mydaea humeralis
Mydaea humeralis är en tvåvingeart som beskrevs av Jean-Baptiste Robineau-Desvoidy 1830. Mydaea humeralis ingår i släktet Mydaea och familjen husflugor. Arten är reproducerande i Sverige. Inga underarter finns listade i Catalogue of Life.